# شاهدخت کاسوگا نو اویراتسومه
شاهدخت کاسوگا نو اویراتسومه (انگلیسی: Princess Kasuga no Ōiratsume؛ یکی از امپراتریس‌های ژاپن، دختر امپراتور یوریاکو و همسر امپراتور نینکین اهل ژاپن بود.